# Locris actuosa
Locris actuosa är en insektsart som beskrevs av Victor Lallemand 1929. Locris actuosa ingår i släktet Locris och familjen spottstritar. Inga underarter finns listade i Catalogue of Life.